# 基地システム通信部隊
基地システム通信部隊（きちシステムつうしんぶたい）とは、各自衛隊の駐屯地（分屯地）、施設や基地などに所在する各部隊に対する各種通信手段の提供及び同組織の構成・維持・運営を主任務とする。

## 陸上自衛隊
陸上自衛隊では構成・保守担任区分に応じ中央通信系と地方通信系に区分し、中央通信系の構成・維持・運営をシステム通信団隷下の中央基地システム通信隊が、地方通信系の構成・維持・運営を各方面システム通信群隷下の基地システム通信大隊がそれぞれ担任する。
方面システム通信群は隷下に1個の基地システム通信大隊を持つ。これは古くからあった基地通信大隊に、比較的新しい歴史のシステム管理隊を組み入れたものである。基地システム通信大隊はその隷下に1個の基地システム通信中隊（以前は方面総監部のある（よって方面通信群本部や基地通信大隊本部もある）駐屯地に中隊本部があった基地通信中隊であったもの）と、師団や旅団の管内に合わせて置かれた2～4個の基地通信中隊（それぞれの師団・旅団司令部のある駐屯地に中隊本部があるもの）を持つ。北部、中部を除く基地システム通信中隊、および全ての基地通信中隊は更に師団・旅団の担当区域内の駐屯地へ派遣隊を分派する。
これによって各駐屯地・分屯地の所在部隊に対する各種通信手段の提供および同組織の構成・維持・運営を行わせる。方面通信群所属人員の約6～7割を占めており、常続不断の通信確保に従事する任務（交替制勤務）の特性から全隊員が同一駐屯地に集結することはない（但し、群や大隊によって競技会などが開催され、殆どの中隊・派遣隊から代表隊員が参集する機会はある）。
有事（各種出動・災害派遣等）の際には基地システム通信部隊が平素から構成・維持している回線に野外通信部隊が加入することで最大限の能力を発揮する。後方支援部隊であるが、その地位・重要性は第一線部隊のそれに何ら劣ることはない。
基地システム通信部隊（中央基地システム通信隊、基地システム通信大隊隷下の基地システム通信中隊・基地通信中隊）は、次の部隊からなる編合部隊である。詳細はシステム通信科を参照。
- 隊本部および本部付隊（中央基地システム通信隊のみ、基地システム通信中隊および基地通信中隊は中隊本部）
- ネットワーク運営隊：有線および無線、多重通信および衛星通信の構成・維持管理
- システム運営隊：陸上自衛隊のC4Iシステムの構成・維持管理（中央基地システム通信隊および基地システム通信中隊のみ）

| 通信区分 | 陸上幕僚監部等         | 方面隊                                    | 師団・旅団                                | 連隊等                                    |
| 基地通信 | 中央基地システム通信隊 | 方面システム通信群 / 基地システム通信大隊 | 方面システム通信群 / 基地システム通信大隊 | 方面システム通信群 / 基地システム通信大隊 |
| 野外通信 | 中央野外通信群         | 方面システム通信群                        | 師団通信大隊・旅団通信隊                  | 連隊本部管理中隊通信小隊等                |

### 地方通信系
通常、方面システム通信群直轄部隊として運用され、方面隊に分散する駐・分屯地所在部隊等に対する通信組織の構成・維持・運営を担当する。
基地システム通信中隊は方面総監部所在駐屯地に、基地通信中隊本部はおおむね師団・旅団司令部所在駐屯地に駐屯している。大隊長は2等陸佐、中隊長は3等陸佐を基準として補職される。
地方通信系の部隊配置
- 北部方面隊：北部方面システム通信群
  - 第101基地システム通信大隊（本部：札幌駐屯地）
    - 第301基地システム通信中隊（本部：札幌駐屯地）北部方面総監部および同駐屯地内所在部隊を担当、旧第307基地通信中隊
    - 第301基地通信中隊（本部：旭川駐屯地）第2師団管内を担当
    - 第302基地通信中隊（本部：帯広駐屯地）第5旅団管内を担当
    - 第313基地通信中隊（本部：東千歳駐屯地）第7師団管内を担当
    - 第314基地通信中隊（本部：真駒内駐屯地）第11旅団管内を担当
- 東北方面隊：東北方面システム通信群
  - 第103基地システム通信大隊（本部：仙台駐屯地）
    - 第303基地システム通信中隊（本部：仙台駐屯地、東北方面総監部および同駐屯地内所在部隊を担当、旧第308基地通信中隊）
    - 第305基地通信中隊（本部：青森駐屯地）第9師団管内を担当
    - 第315基地通信中隊（本部：神町駐屯地）第6師団管内を担当
- 東部方面隊：東部方面システム通信群
  - 第105基地システム通信大隊（本部：朝霞駐屯地）
    - 第305基地システム通信中隊（本部：朝霞駐屯地）東部方面総監部および同駐屯地内所在部隊・富士教導団管内を担当、旧第309基地通信中隊
    - 第316基地通信中隊（本部：練馬駐屯地）第1師団管内を担当
    - 第317基地通信中隊（本部：相馬原駐屯地）第12旅団管内を担当
    - 第320基地通信中隊（本部：霞ヶ浦駐屯地）第1空挺団及び第1施設団管内を担当
- 中部方面隊：中部方面システム通信群
  - 第104基地システム通信大隊（本部：伊丹駐屯地）
    - 第304基地システム通信中隊（本部：伊丹駐屯地）中部方面総監部および同駐屯地内所在部隊を担当、旧第310基地通信中隊
    - 第306基地通信中隊（本部：守山駐屯地）第10師団管内を担当
    - 第312基地通信中隊（本部：海田市駐屯地）第13旅団管内を担当
    - 第318基地通信中隊（本部：千僧駐屯地）第3師団管内を担当
    - 第323基地通信中隊（本部：善通寺駐屯地）第14旅団管内を担当[2]
- 西部方面隊：西部方面システム通信群
  - 第102基地システム通信大隊（本部：健軍駐屯地）
    - 第302基地システム通信中隊（本部：健軍駐屯地）西部方面総監部および同駐屯地内所在部隊を担当、旧第311基地通信中隊
    - 第304基地通信中隊（本部：福岡駐屯地）第4師団管内を担当
    - 第319基地通信中隊（本部：北熊本駐屯地）第8師団管内を担当
    - 第321基地通信中隊（本部：目達原駐屯地）
    - 第322基地通信中隊（本部：那覇駐屯地）第15旅団管内を担当[3]

## 海上自衛隊
海上幕僚監部および各地方総監部・地区総監部所在基地等に「システム通信隊本部」を置き、そこからさらに数個の分遣隊を置いている。
- 市ヶ谷地区：システム通信隊群中央システム通信隊
- 横須賀基地：横須賀システム通信隊
  - 厚木航空基地：厚木システム通信分遣隊
  - 下総航空基地：下総システム通信分遣隊
  - 館山航空基地：館山システム通信分遣隊
- 呉基地：呉システム通信隊
  - 岩国航空基地：岩国システム通信分遣隊
- 佐世保基地：佐世保システム通信隊
  - 大村航空基地：大村システム通信分遣隊
  - 鹿屋航空基地：鹿屋システム通信分遣隊
  - 那覇航空基地：那覇システム通信分遣隊
- 舞鶴基地：舞鶴システム通信隊
- 大湊基地：大湊システム通信隊
  - 八戸航空基地：八戸システム通信分遣隊

## 航空自衛隊
全国の各基地および分屯基地管理業務を担当する部隊（基地業務群）内に、陸上自衛隊の基地システム通信部隊に準ずる部隊が編合されているが、航空自衛隊市ヶ谷基地の防衛大臣直轄部隊である「航空システム通信隊」は、航空自衛隊の全基地の通信運営や統制を担っており、他の自衛隊との共同部隊である自衛隊指揮通信システム隊にも参加している。